# Легат Бранка Пешића
Легат Бранка Пешића је репрезентативна збирка материјалних и културних добара коју је породица градоначелника Београда Бранка Пешића формирала у Удружењу за културу, уметност и међународну сарадњу „Адлигат” у Београду.
За време мандата Бранка Пешића на месту градоначелника Београда реализовани су капитални инфраструктурни и грађевински пројекти као и покренут низ културних манифестација које трају до данас. Називан је „једним од омиљених градоначелника Београда”.

## О легату
Легат је формиран на иницијативу књижевника и члана Адлигтаа Милоја Поповића Каваје. Једини захтев породице Бранка Пешића при завештавању легата био је да његов легат не посећују политичари, који се по њиховом мишљењу „много огрешили о Београд”.
У легату се налази велики број личних докумената Бранка Пешића, намештај који укључује радни сто, фотеље, ормане те књиге, документа, Регулациони план града Београда, Пешићеве награде, плакете, повеље (од којих је једну потписала краљица Елизабета II), одликовања и поклоне које је добијао.
Један од поклона које је Бранко Пешић добио за педесети рођендан је књига са посветама најзначајнијих уметника тог времена, Десанка Максимовић, Душко Радовић, Петар Лубарда, Мића Поповић, Марио Маскарели, Љуба Тадић, Мира Ступица, Милена Дравић, Драган Николић и други.
Као градоначелник Београда Пешић је био домаћин члановима мисије Аполо 11. Они су му поклонили фотографију са потписима и она је данас део легата у Адлигату.
Легат Бранка Пешића ће бити отворен по завршетку или смиривању пандемије Ковид 19. Легат ће бити доступан за посетиоце у оквиру Музеја српске књижевности на Бањици, четвртком, петком и суботом, уз претходно заказивање.

## Галерија
- Архива Бранка Пешића која се чува у сефу
- Плакете Бранка Пешића
- Спомен плакета града Београда, у знак признања за рад и залагање на развоју Београда у периоду од 1944. до 1969.
- Књига са посветама значајних личности са краја двадесетог века.
- Награде, плакете, медаље и др. које је добио за свој допринос у развоју спорта и спортских активности у Београду.
- Уверење о добијању Ордена за војне заслуге
- Орден рада
- Орден јунака социјалистичког рада
- Орден југословенске заставе
- Велики крст за заслуге са звездом, додељен од стране Западне Немачке
- Фотографија са потписима астронаута мисије Аполо 11 - Нила Армстронга, База Олдрина и Мајкла Колинса.
- Слика Петра Лубарде посвећена Пешићу